# Løvvangens Kirkecenter
Løvvangens Kirkecenter fungerer som kirkekontor for Lindholm Sogn, Nørresundby. Kirkecenteret blev indviet 20. august 1978 og ligger i et tættere beboelsesområde, Løvvangen, som består af fortrinsvis almene boligblokke og privatejede boligkomplekser, som er opført i perioden fra 1970 og frem til i dag. Løvvangen består bl.a. af Arkildsdal, Vangen og Strubjerg, som tilsammen udgør ét samlet rekreativt, grønt boligområde. Kirkecenteret ligger i Strubjerg. 
Selve bygningen kan betegnes som moderne, dansk kirkearkitektur med markant, nutidigt formsprog. Indvendigt har kirkecenteret i 2012 undergået en totalrenovering. Således udtager kirkecenteret sig nu moderne og minimalistisk i sin helhed. Det indvendige farvevalg er hvid, gråtonede nuancer og sort.
Kirkecenteret består af en kirkesal og en menighedssal, der adskilles af en skydedør, hvorfor de to arealer kan samles under ét. Kirkesalen er den største af de 2 sale.

## Kirkesalen
Kirkesalen anvendes til de faste højmesser og festdage samt andre kirkelige arrangementer, herunder især koncerter. Kirkecenteret råder over en fantastisk Akustik, hvilket også var et tilsigtet mål ved hovedrenoveringen i 2012. Derfor er kirkesalen særlig egnet som koncertsal. Kirkesalen bruges endvidere til aftenandagter, sangaftner, lægmandsgudstjenester, torsdagstræf, spagettigudstjeneste, babysalmesang og meget mere. Menighedslivet i Lindholm Sogn er i det hele taget meget rigt. 

## Menighedssalen
Menighedssalen anvendes derimod ikke udelukkende til kirkelige arrangementer, idet den brede almenhed, flere institutioner i lokalområdet, ungdoms- og fritidsklubber, forskellige interne menighedsfællesskaber, boligforeninger og andre foreninger regelmæssigt gør brug af kirkens lokaler. Kirkecenteret er derfor et centralt og vitalt knudepunkt for lokalsamfundet både i social, kulturel og kirkelig henseende. 

## Kirkecenterets foyer
Kirkecenterets foyer og gangarealer anvendes som udstillingslokale for kunstværker af aktuelle, opkommende kunstnere.
Løvvangens Kirkecenter er handicapvenlig og har besøgsadresse i Strubjerg 167; 9400 Nørresundby.
|  | Denne artikel om en bygning eller et bygningsværk kan blive bedre, hvis der indsættes et (bedre) billede. Du kan hjælpe ved at afsøge Wikimedia Commons for et passende billede eller lægge et op på Wikimedia Commons med en af de tilladte licenser og indsætte det i artiklen. |

|  | Denne artikel kan blive bedre, hvis der indsættes geografiske koordinater Denne artikel omhandler et emne, som har en geografisk lokation. Du kan hjælpe ved at indsætte koordinater i wikidata. |